# Aermacchi M-311
L'Aermacchi M-311 est un biplace d'entraînement militaire de début, développé à partir du SIAI Marchetti S.211 pour compléter l'Aermacchi M-346 d'entraînement avancé.
Par rapport au SIAI Marchetti S.211 les modifications aérodynamiques portent sur de nouveaux saumons de voilure, une modification des cloisons d’aile, l'apparition de quilles ventrales. La structure et le train d'atterrissage ont été renforcés pour autoriser des facteurs de charge de +7 g à −3,5 g à 3 100 kg en configuration lisse au décollage. Le réacteur Pratt & Whitney Canada JT15D-5C de 1 450 kgp (14,219 kN) a une puissance supérieure de 30 %. L'avionique est entièrement revue : écrans multifonctions, affichage tête haute à l’avant avec reproduction au poste arrière, plate-forme GPS inertielle, deux ordinateurs de bord pour simuler les missions. L’accent a aussi été mis sur la maintenance, facilitée par une modification des trappes d’accès, l’installation d’un générateur autonome d’oxygène (OBOGS)… afin d’améliorer la disponibilité de l’appareil.
Un démonstrateur systèmes a effectué son premier vol le 1er juin 2005. Il s'agit en fait d'un des deux prototypes S.211A devenus inutiles après que le Raytheon/Pilatus T-6 Texan II eut remporté le Joint Primary Aircraft Training System (JPATS).
Les chiffres ci-contre sont donnés à titre provisoire et répondent au modèle de développement.